# Чак (дворянский род)
Чак (венг. Csák, словац. Čák) — старо-венгерский дворянский род, владевший замками Чаквар, Будатин и Спишский Град. На пике своего могущества род Чак сосредоточил в своих руках обширные территории как в Эстергомском комитате, так и в соседней Словакии. Представители этого рода принадлежали к числу сильнейших венгерских магнатов. Не обладая высокими титулами, даровитые и предприимчивые представители рода Чак на протяжении ряда веков играли ведущие роли в венгерской истории. А более всех других прославили эту семью Петер I Чак, сын его Мате III, или Матуш Чак (Máté Csák), а ещё прежде них — архиерей-воитель Угрин I Чак (Ugrin Csák) — могущественные венгерские аристократы, выступившие на политическую арену в XIII веке.

## Происхождение Чаков
Как утверждает средневековая летопись «Деяния гуннов и венгров» («Gesta Hunnorum et Hungarorum») Шимона из Кезы, предком рода Чак был Саболч (Szabolcs), сын Элода (Előd) — вождя одного из семи мадьярских племён, пришедших в IX веке на Дунай. По всей видимости, семья Чак состояла в родстве с династией Арпадов (Árpád). Наследственные владения Чаков группировались вокруг Вертешских гор (Vértes) и вышеупомянутого Чаквара (Csákvár — «Замок Чаков»). «Куст» деревень, расположенных вблизи Чаквара, доселе носит имя Чакберень (Csákberény). Род назван в честь Чака — внука Саболча, который воздвиг замок Чаквар. По мнению историка Элемера Малюша, Чаквар был разрушен в 1163 году, по приказу короля Иштвана III.

## Главнейшие ветви Чаков
За долгие века род разделился на 12 ветвей и несколько дворянских фамилий. Из младших генераций рода Чак наибольшей известностью пользуется фамилия Чаки де Михай (Csáky de Mihály).
Мате I Чак — основатель Тренчинской ветви, одной из самых могущественных. Его сын Мате II Чак (? — 1284) был палатином Венгрии, воеводой Трансильвании и баном Славонии. Младшим братом Мате II был вышеупомянутый Петер I Чак (ранее 1240—1283; Csák Peter, «Magister Pertrus de genere Chak»). Подобно многим «старым венграм», Петер Чак негативно относился и к «швабам», и к куманам-половцам. В частности — к королеве-регентше Елизавете Куманской (дочери половецкого хана Котяна) и её любовнику Иоахиму Гуткеледу, происходившему из знатного швабского рода. В 1273 году Петер Чак нанёс куманам жестокое поражение под стенами трансильванского замка Дева. В одном из позднейших латинских писем короля Ласло IV (сына Елизаветы) упоминается: …sub castro Dewa contra Cumanorum exercitur viriliter dimicavit… В следующем, 1274 году, вдовствующая королева порвала с Иоахимом — и последний, недолго думая, захватил в плен малолетнего короля Ласло. И тогда именно Петер Чак освободил короля вооружённой рукой. После чего расстановка сил в Венгрии изменилась: теперь Чаки сражались вместе с куманами за королеву, против Гуткеледов и Кёсеги. В том же 1274 году славонским баном, вместо Мате II Чака, стал Хенрик Гисинговац (Кёсеги). Вскоре Петер Чак нанёс поражение объединённой армии Гуткеледов и Гисинговцев. Уцелевшие Гисинговцы сочли за лучшее помириться с королевой. А Иоахим Гуткелед сумел вымолить у Елизаветы амнистию.
Вышеупомянутый Угрин I Чак, архиепископ Калочский, павший в 1241 г. в битве с монголами, происходил из Уйлакской (Újlaki) ветви этого рода. Угрин II (сын Угрина I) был в 1244—1248 гг. архиепископом Сплита (Spalato) в Далмации.
Вышеупомянутый магнат Матуш Чак (Мате III Чак), коего словацкий народ почтительно именует «Паном Вага и Татр» (pán Váhu a Tatier) — сын Петера I Чака… В 1296 году Матуш Чак успешно воевал против короля Андраша III.
Деметер Чак, в царствование короля Андраша II, отправился в крестовый поход в Палестину.
В 1328 г. Деметер Чаки построил замок Чакова Турня (нынешний  Чаковец). 
После смерти Ласло Чака из Уйлакской (Újlaki) ветви в 1364 году, король Людовик Великий передал город Илок (Уйлак) в Хорватии во владение Миклошу Конту и его племяннику Ласло, сыну Лёкёша, из рода Ораховицких. Вскоре же Ораховицкие перенесли свою резиденцию в Илок и вскоре стал именоваться Уйлаки (Илокские). 
Миклош Чаки, представитель одной из младших ветвей рода Чак, состоял воеводой Трансильвании в 1401—1403 и 1415—1426 гг. Миклош Чаки был одним из 22-х первых кавалеров Ордена Дракона. Ласло IV Чак состоял воеводой Трансильвании в 1426-1435 и 1436-1437 гг.
В 1638 г. во владение рода Чак перешёл многоименитый Спишский Град. В XVII веке государственным судьёй, над-жупаном Спишской жупы был Иштван Чаки. Его дочь Кристина Чаки — супруга графа Миклоша Берчени, одного из лидеров движения куруцев: освободительной войны венгерского народа против Габсбургской тирании (1703—1711 годы). Берчени был генерал-майором повстанческой армии князя Ференца II Ракоци. Миклош Берчени и Кристина Чаки — национальные герои Венгрии.
В 1705 г. упомянутым выше замком Дева овладели куруцы. С ноября 1705 года по 22 февраля 1706 год куруцевским комендантом замка был Андраш Чаки (Csáky András).
В 1751 — 1757 гг. архиепископом Эстергомским был Миклош Чаки (Csáky Miklós).
В 1798 году во владение семьи Чаки перешёл Будатинский замок.
В конце 1920-х гг. министром обороны Венгрии был Карой Чаки.
Один из лидеров венгерского меньшинства в Словакии — Пал Чаки (1956 г. р.).